# هاينز وندرليش
هاينز وندرليش (بالألمانية: Heinz Wunderlich) هو أستاذ جامعي وملحن ألماني، ولد في 21 ديسمبر 1919 في لايبزيغ في ألمانيا، وتوفي في 10 مارس 2012 في غروسهانسدورف في ألمانيا.

## وصلات خارجية
- هاينز وندرليش على موقع ميوزك برينز (الإنجليزية)